# Дорул, Вера Петровна
Вера Петровна Дорул (род. 27 августа 1929) — передовик советского сельского хозяйства, звеньевая колхоза «13 лет Октября» Дубоссарского района Молдавской ССР. Одна из первых восьми тружеников Молдавской ССР, награждённых в 1949 году почётным званием Герой Социалистического Труда.

## Биография
Родилась в 1929 году в городе Дубоссары Молдавской АССР Украинской ССР. Молдованка.
С 1947 года начала работать звеньевой табаководческой бригады колхоза «13 лет Октября». В 1948 году её звено получило урожай табака сорта «Трапензонд» 22,3 центнера с гектара на площади 3 гектара.
Указом Президиума Верховного Совета СССР от 9 марта 1949 года Указом Президиума Верховного Совета СССР от 9 марта 1949 года удостоена звания Героя Социалистического Труда за «получение высоких урожаев табака при выполнении колхозом обязательных поставок и контрактации по всем видам сельскохозяйственной продукции, натуроплаты за работу МТС в 1948 году, и обеспеченности семенами всех культур в размере полной потребности для весеннего сева 1949 года» с вручением ордена Ленина и золотой медали «Серп и Молот».
После продолжала работать в колхозе до выхода на заслуженный отдых.
Проживает в городе Дубоссары, Молдавия.

## Награды
- золотая звезда «Серп и Молот» (09.03.1949)
- орден Ленина (09.03.1949)
- другие медали.

## Память
В мае 2017 года в центральной части города Дубоссары была открыта мемориальная Доска Почёта Героев Социалистического Труда, на которой размещён портрет Веры Петровны Дорул.